# Grand Prix Formule 1 van Nederland 1975
De Grand Prix Formule 1 van Nederland 1975 werd verreden op 22 juni op het circuit van Zandvoort. Het was de achtste race van het seizoen.

## Uitslag
| Pos. | Nr. | Coureur               | Constructeur    | Rondes | Tijd / Oorzaak uitval | Grid | Punten |
| ---- | --- | --------------------- | --------------- | ------ | --------------------- | ---- | ------ |
| 1    | 24  | James Hunt            | Hesketh-Ford    | 75     | 1:46:57.40            | 3    | 9      |
| 2    | 12  | Niki Lauda            | Ferrari         | 75     | + 1.06                | 1    | 6      |
| 3    | 11  | Clay Regazzoni        | Ferrari         | 75     | + 55.06               | 2    | 4      |
| 4    | 7   | Carlos Reutemann      | Brabham-Ford    | 74     | + 1 Ronde             | 5    | 3      |
| 5    | 8   | Carlos Pace           | Brabham-Ford    | 74     | + 1 Ronde             | 9    | 2      |
| 6    | 16  | Tom Pryce             | Shadow-Ford     | 74     | + 1 Ronde             | 12   | 1      |
| 7    | 23  | Tony Brise            | Hill-Ford       | 74     | + 1 Ronde             | 7    |        |
| 8    | 28  | Mark Donohue          | Penske-Ford     | 74     | + 1 Ronde             | 18   |        |
| 9    | 4   | Patrick Depailler     | Tyrrell-Ford    | 73     | + 2 Ronden            | 13   |        |
| 10   | 31  | Gijs van Lennep       | Ensign-Ford     | 71     | + 4 Ronden            | 22   |        |
| 11   | 30  | Wilson Fittipaldi Jr. | Fittipaldi-Ford | 71     | + 4 Ronden            | 24   |        |
| 12   | 20  | Ian Scheckter         | Williams-Ford   | 70     | + 5 Ronden            | 19   |        |
| 13   | 22  | Alan Jones            | Hill-Ford       | 70     | + 5 Ronden            | 17   |        |
| 14   | 10  | Lella Lombardi        | March-Ford      | 70     | + 5 Ronden            | 23   |        |
| 15   | 5   | Ronnie Peterson       | Lotus-Ford      | 69     | Geen benzine          | 16   |        |
| 16   | 3   | Jody Scheckter        | Tyrrell-Ford    | 67     | Motor                 | 4    |        |
| NF   | 21  | Jacques Laffite       | Williams-Ford   | 64     | Motor                 | 15   |        |
| NF   | 2   | Jochen Mass           | McLaren-Ford    | 61     | Ongeluk               | 8    |        |
| NF   | 17  | Jean-Pierre Jarier    | Shadow-Ford     | 44     | Band                  | 10   |        |
| NF   | 18  | John Watson           | Surtees-Ford    | 43     | Vibraties             | 14   |        |
| NF   | 1   | Emerson Fittipaldi    | McLaren-Ford    | 40     | Motor                 | 6    |        |
| NF   | 14  | Bob Evans             | BRM             | 23     | Differentieel         | 20   |        |
| NF   | 6   | Jacky Ickx            | Lotus-Ford      | 6      | Motor                 | 21   |        |
| NF   | 9   | Vittorio Brambilla    | March-Ford      | 0      | Ophanging             | 11   |        |
| NQ   | 35  | Hiroshi Fushida       | Maki-Ford       |        |                       |      |        |

## Statistieken
| Pole-position | Niki Lauda | Ferrari | 1:20.29 |
| Snelste ronde | Niki Lauda | Ferrari | 1:21.54 |

## Noot
- Dit was het debuut van de Japanse coureur Hiroshi Fushida - de eerste Japanse en Aziatische coureur in Formule 1.
- Vijfde snelste ronde voor Niki Lauda.
- Eerste Grand Prix-winst voor James Hunt.

1948 · 1949 · 1950 · 1951 · 1952 · 1953 · 1955 · 1958 · 1959 · 1960 · 1961 · 1962 · 1963 · 1964 · 1965 · 1966 · 1967 · 1968 · 1969 · 1970 · 1971 · 1973 · 1974 · 1975 · 1976 · 1977 · 1978 · 1979 · 1980 · 1981 · 1982 · 1983 · 1984 · 1985 · 2020 · 2021 · 2022 · 2023 · 2024 · 2025  · 2026